# Nikołaj Liliew
Nikołaj Liliew, właśc. Nikołaj Michajłow Popiwanow (bułg. Николай Лилиев (Николай Михайлов Попиванов), ur. 26 maja 1885 w Starej Zagorze, zm. 6 października 1960 w Sofii) – bułgarski poeta.

## Życiorys
W 1903 skończył gimnazjum w Swisztowie, później studiował literaturę w Lozannie, po czym pracował jako nauczyciel w męskim gimnazjum w Sofii oraz w gimnazjach w Płowdiwie i Swisztowie. Podczas wojny bałkańskiej został zmobilizowany w Starej Zagorze, podczas I wojny światowej był korespondentem wojennym. Po I wojnie światowej pracował w redakcji pisma i w bibliotece w Wiedniu i Monachium, a 1924–1928 jako dramaturg w Teatrze Narodowym w Sofii. Był jednym z najwybitniejszych przedstawicieli bułgarskiego symbolizmu. Pisał miniatury liryczne inspirowane twórczością francuskich symbolistów, przede wszystkim Paula Verlaine'a, wiersze przesycone nastrojami dekadenckimi (zbiory Ptici w nosztta z 1919 i Łunni petna z 1922) oraz poematy liryczne (m.in. Zad stenata z 1923, Ahasfer z 1924 i Rodina z 1925), wyrażające poczucie klęski i lęku o losy świata. Napisał także cykl Pri moreto (1934) oparty na motywach egzotycznych i baśniowych. Po II wojnie światowej zajmował się wyłącznie tłumaczeniem: poezji niemieckiej i światowej oraz arcydzieł dramaturgii światowej. Pisał też recenzje i artykuły o literaturze i teatrze zachodnioeuropejskim.